# Démotické písmo

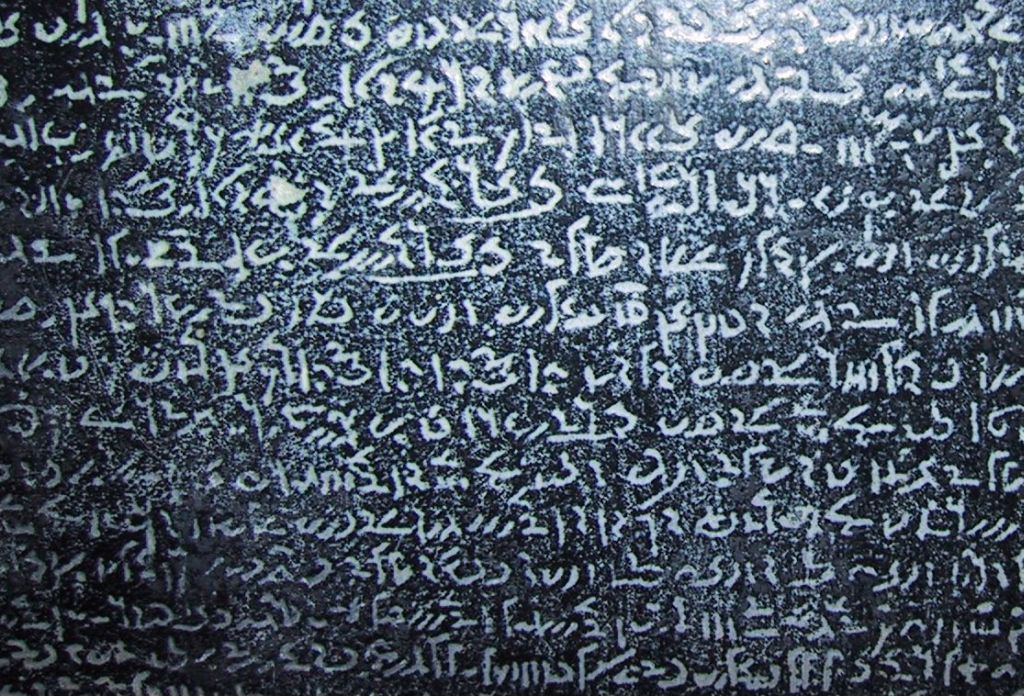
Démotické písmo na Rosettské desce

Démotické písmo (též démotika, název odvozen od řeckého demotika – „lidové“) označuje staroegyptské písmo, které se vyvinulo ze severní formy písma hieratického („kněžského“) používaného na území nilské delty. Sloužilo k zápisu démotštiny – čtvrtého vývojového stupně egyptštiny. Tento termín poprvé použil řecký historik Hérodotos, aby toto reformované egyptské písmo odlišil od staršího hieratického a nejstaršího hieroglyfického písma.

## Vývoj
Sami Egypťané označovali démotické písmo jako sš n št, „psaní záznamů“. Klement Alexandrijský, učenec z 2. století n. l., ho nazýval „psaní listů“, zatímco první západní odborníci ho původně označovali enchorická egyptština. Písmo se používalo více než tisíc let a prošlo během tohoto období mnoha vývojovými změnami.

### Rané démotické písmo (650–400 př. n. l.)
Rané démotické písmo se vyvinulo v Dolním Egyptě během pozdní 25. dynastie. Zápisy v tomto písmu máme hlavně ze Serapea v Sakkáře. Datuje se do rozmezí let 650-400 před n. l., i když většina textů psaných v raném démotickém písmu spadá do 26. dynastie a následující 27. dynastie. Po sjednocení Egypta Psammetikem I. bylo démotické písmo nahrazeno v Horním Egyptě typem hieratického písma, hlavně za vlády Ahmose II., kdy se hieratické písmo stalo oficiálním písmem administrativy a zákonodárství. Démotické písmo bylo nadále používané v některých administrativních a právních textech a v obchodních dokumentech, i když jiné písemné památky se zapisovaly hieratickým písmem nebo hieroglyfy.

### Střední démotické písmo (400–30 př. n. l.)
Střední démotické písmo bylo používáno po dobu vlády Ptolemaiovců v Egyptě. Od 4. století před n. l. se jeho důležitost zvyšovala, což dokládá rostoucí počet literárních a náboženských památek v tomto písmu. Na konci 3. století se však řečtina, která byla úředním jazykem země, stala důležitější. Dokazují to smlouvy z tohoto období, které obsahovaly, i když psány v démotickém písmu, vždy poznámky psané řecky, které jim dodávaly potřebnou právní autoritu.

### Pozdější démotické písmo (30 př. n. l. – 452 n. l.)

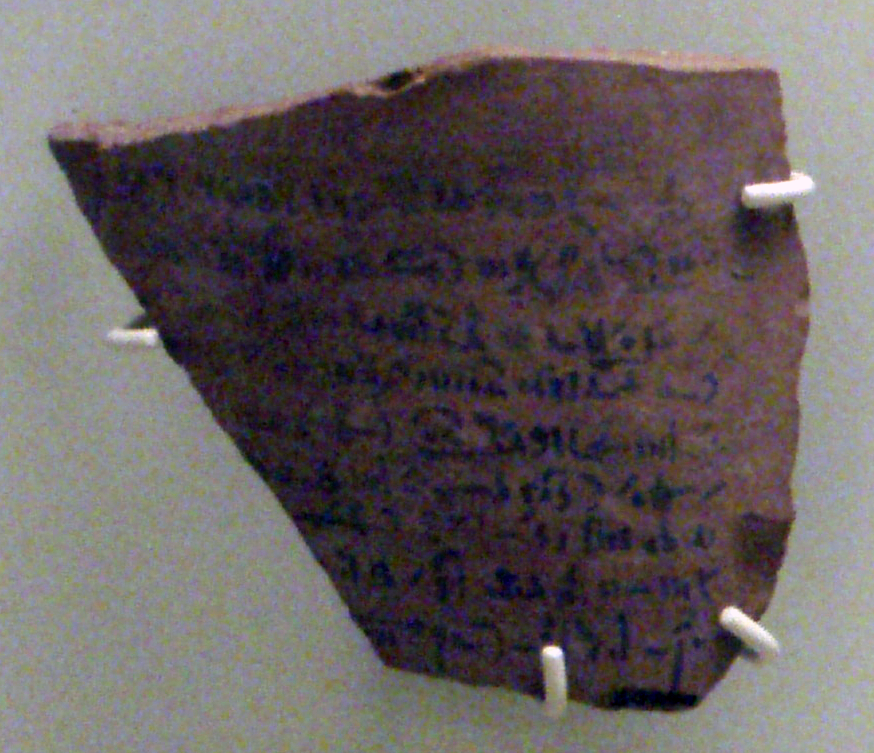
Démotické písmo na ostraku z období 27. dynastie

Od začátku římské nadvlády nad Egyptem bylo démotické písmo stále méně a méně používané ve veřejném životě. Z tohoto období však pochází množství literárních dokumentů psaných pozdějším démotickým písmem, hlavně z 1. a 2. století n. l. Množství záznamů psaných démotickým písmem se velmi zmenšilo ke konci 2. století. Později se démotické písmo používalo pouze na ostrakách (střepinách), při poznámkách k řeckým dokumentům, k označení mumií a na grafitech. Poslední datovaný záznam psaný démotickým písmem pochází z 11. listopadu roku 452 – jde o grafitti načmárané na stěně chrámu bohyně Esety ve Filách.

## Rozluštění
K rozluštění písma v novověku (1. čtvrtině 19. stol.) přispěl jednak fakt, že z něj je částečně odvozeno písmo koptské a jednak nález slavné Rosettské desky roku 1799. Ta obsahuje identické texty v egyptštině a řečtině, psané třemi písmy: hieroglyfy, démotickým p. a řeckou alfabetou; znalost alfabety (a koptské abecedy) umožnila tedy – poté, co se z náznaků vytušilo, že řecký text je doslovným překladem toho egyptského – porovnáváním začít luštit i zapomenutá písma egyptská. Démotické bylo rozluštěno ještě před hieroglyfy, a to především díky úsilí francouzského filologa Silvestra de Sacyho, dále pak jeho žáka, švédského orientalisty Johana Davida Åkerblada (správně určil fonetickou hodnotu 14 z 29 jednohláskových démotických znaků, ale ještě nedokázal zařadit znaky vícehláskové a pomocné), a nakonec britského polyhistora Thomase Younga, jenž roku 1814 dovršil úsilí rozluštěním celé démotické pasáže Rosettské desky.